# Millettieae
Millettieae je  tribus mahunarki iz potporodice Faboideae.

## Rodovi
Pripada mu četrdesetak rodova:
1. Leptoderris Dunn (30 spp.)
2. Philenoptera Fenzl (12 spp.)
3. Platysepalum Welw. ex Baker (12 spp.)
4. Imbralyx R. Geesink (9 spp.)
5. Antheroporum Gagnep. (6 spp.)
6. Huchimingia Z. Q. Song & Shi J. Li (5 spp.)
7. Hesperothamnus Brandegee (5 spp.)
8. Apurimacia Harms (2 spp.)
9. Tephrosia Pers. (361 spp.)
10. Ptycholobium Harms (3 spp.)
11. Requienia DC. (3 spp.)
12. Pyranthus Du Puy & Labat (6 spp.)
13. Mundulea (DC.) Benth. (12 spp.)
14. Chadsia Bojer (9 spp.)
15. Derris Lour. (73 spp.)
16. Ohashia X. Y. Zhu & R. P. Zhang (1 sp.)
17. Sylvichadsia Du Puy & Labat (4 spp.)
18. Pongamiopsis R. Vig. (5 spp.)
19. Piscidia L. (7 spp.)
20. Millettia Wight & Arn. (193 spp.)
21. Pongamia Vent. (1 sp.)
22. Fordia Hemsl. ex Forbes & Hemsl. (10 spp.)
23. Ibatiria W. E. Cooper (1 sp.)
24. Deguelia Aubl. (23 spp.)
25. Brachypterum (Wight & Arn.) Benth. (12 spp.)
26. Muellera L. fil. (31 spp.)
27. Dahlstedtia Malme (15 spp.)
28. Lonchocarpus Kunth (159 spp.)